# Односи Србије и Републике Косово
Односи између Србије и Републике Косово настали су иако Србија одбацује једнострано проглашење независности Републике Косово из 2008. године.
Године 2011. власти Србије су почеле разговоре са властима Републике Косово, уз посредовање УНМИК-а и ЕУЛЕКС-а. Године 2013. потписан је Бриселски споразум.

## Види више
- Политички систем Србије
- Косово је срце Србије
- Односи Србије и Албаније